# Ron Galella
Ronald Edward Galella, dit Ron Galella, né le 10 janvier 1931 à New York et mort le 30 avril 2022 à Montville au New Jersey, est un photographe américain, connu pour être le pionnier des paparazzis dans les années soixante.
Surnommé le « Paparazzi extraordinaire » par Newsweek et le « Parrain de la culture américaine des paparazzis » par Time et Vanity Fair, il est considéré comme le photographe le plus controversé dans le monde.

## Biographie
Natif du Bronx, Ron Galella est le fils d’une famille d’immigrés italiens originaire de Muro Lucano. Il sert l’United States Air Force en tant que photographe pendant la guerre de Corée, avant d’obtenir son diplôme de photojournalisme à l’Art Center College of Design de Los Angeles, en 1958.

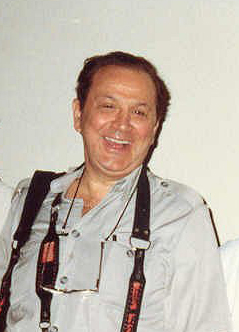
Ron Galella en 1988.

Les clichés de célébrités pris par Galella sont ensuite publiés dans des magazines comme Time, Vogue, Vanity Fair ou The New York Times. Très vite, ces photographies sont exposées au Museum of Modern Art de New York et au Tate Modern de Londres.
Pendant vingt ans de carrière en Californie, Ron Galella rencontre d’innombrables personnalités : Andy Warhol, Michael Jackson et même Mick Jagger. Mais, certaines ne sont pas conciliantes. Alors qu’il lui est interdit de s’approcher à moins de 45 mètres de Jacqueline Kennedy-Onassis, l’acteur Marlon Brando n’hésite pas à lui briser sa mâchoire à cause de ses photographies trop intimes. Ron Galella est devenu un paparazzi.
En 1992, il quitte Hollywood pour s’installer avec sa femme dans le New Jersey. Néanmoins, il continue alors de couvrir des évènements comme les Tony Awards.
Ron Galella est considéré comme un pionnier en matière de photographie. Andy Warhol a dit de lui : « Je considère une photo réussie quand elle concerne une célébrité faisant quelque chose d'infâme. C'est pourquoi mon photographe préféré est Ron Galella ».
Ron Gallega meurt le 30 avril 2022 à Montville au New Jersey à 91 ans,.

## Publications
Années 1970
- (en-US) Ron Galella, Offguard : A Paparazzi Look at the Beautiful People, McGraw-Hill Inc., 1977, 192 p. (ISBN 978-0070227330)
- (en-US) Ron Galella, Jacqueline, Littlehampton Book Services Ltd, 1978, 200 p. (ISBN 978-0836205732)

Années 2000
- (en-US) Diane Keaton, Tom Ford et Glenn O'Brien, The Photographs of Ron Galella : 1965-1989, Greybull Press, 2002, 248 p. (ISBN 978-0967236667)
- (en-US) Peter Beard, Graydon Carter, Dick Cavett et Lauren Hutton, No Pictures, powerHouse Books, 2008, 212 p. (ISBN 978-1576874578)
- (en-US) Ron Galella, Disco Years, powerHouse Books, 2006, 200 p. (ISBN 978-1576873250)
- (en-US) Ron Galella, Man in the Mirror : Michael Jackson, powerHouse Books, 2009, 176 p. (ISBN 978-1576875353)
- (en-US) Ron Galella, Ron Galella : Exclusive Diary, Photology, 2005, 306 p. (ISBN 978-8888359137)
- (en-US) Ron Galella, Viva l'Italia!, Ron Galella, Ltd., 2009, 200 p. (ISBN 978-0615286785)
- Ron Galella et Glenn O'Brien, That's Great ! : Warhol par Galella, Verlhac Editions, 2008, 200 p. (ISBN 978-2916954219)

Années 2010
- (en-US) Mathias Prinz, Ron Galella : Paparazzo Extraordinaire, Hatje Cantz, 2012, 200 p. (ISBN 978-3775733243)